# My Father Jack
My Father Jack è un film italiano del 2016 diretto da Tonino Zangardi.

## Trama
Matteo De Falchi, avvocato trentenne e innamoratissimo della sua Clara, deve affrontare un caso importante per la sua carriera: difendere un pentito di mafia. La sua vita, però, prende una piega bizzarra quando riesce a ritrovare il suo vero padre, un pittore stravagante e un po' scorbutico di nome Jack.

## Produzione
Il film è stato girato a Trento, sul lago d'Iseo in Franciacorta e nei paesi di Sulzano, Iseo e Sale Marasino a partire da ottobre del 2015.